# Louis Jordan
Louis Jordan (8. července 1908 – 4. února 1975) byl americký jazzový, bluesový a rhythm and bluesový hudebník a skladatel. V roce 2009 jej časopis Rolling Stone ohodnotil číslem #59 do svého seznamu. Měl přezdívku "The King of the Jukebox". Patři mezi rock and rollové inovátory, společně se svou kapelou Tympany Five. Mezi jeho hity patří například "Caldonia", "What's the Use of Getting Sober (When You Gonna Get Drunk Again)", "Is You Is or Is You Ain't My Baby", "Choo Choo Ch'Boogie" či "Let The Good Times Roll".